# Вещево (аэродром)
Вещево — бывший военный аэродром. Не обслуживается и не эксплуатируется. Находится в Ленинградской области, восточнее города Выборга.

## История
Военный аэродром Вещево построен в 1952 году. Расположен в 23 км восточнее города Выборг Ленинградской области, площадь составляет 789,49 га. 

### 57-й гвардейский истребительный Краснознаменный авиационный полк ПВО
С весны 1952 года на аэродроме несли боевое дежурство «вахтовым методом» эскадрильи на МиГ-15 из 41-й истребительной авиадивизии ПВО (Пушкин). С марта 1952 года на аэродроме базируется 20-я истребительная авиационная дивизия ПВО в составе:
- 57-й гвардейский истребительный Краснознаменный авиационный полк ПВО (с 03.1952 г. по 01.06.1978 г.) на самолетах МиГ-15, МиГ-17, МиГ-19 и Су-9; Су 15,Су15 тм
- 180-й гвардейский истребительный Сталинградский Краснознаменный авиационный полк ПВО на самолетах МиГ-15.

Летом 1952 года полки, получив МиГ-15 приступили к боевому дежурству на аэродроме. Летом 1953 года был введен в строй аэр. Громово, куда был перебазирован 180-й гвардейский истребительный Сталинградский Краснознаменный авиационный полк ПВО.
В 60-е годы в полку проходил службу будущий космонавт и дважды Герой Советского Союза Петр Климук. В июне 1978 года личный состав и техника были распределены по другим полкам ПВО, а гвардейское знамя, печать и формуляр части были переданы в 991-й истребительный полк в Бесовце под Петрозаводском, который принял имя 57-го гвардейского.

### 66-й авиационный полк истребителей-бомбардировщиков
Осенью 1978 года из города Пушкин на аэродром перебазировался 66-й авиационный полк истребителей-бомбардировщиков, входивший в состав ВВС Ленинградского военного округа (в/ч 61849). В 1989 году 66-й апиб был передан в авиацию Балтийского флота, переименован в 66-й отдельный морской штурмовой авиационный полк и введён в состав боевых сил Балтийского флота. В 1993 году было принято решение о расформировании в/ч 61849 «Вещево». Последний боевой взлёт был осуществлен с аэродрома 25 ноября 1993 года. 1 декабря 1993 года 66 авиационный полк был расформирован. За всё время существования полка в авиационных происшествиях не было потеряно ни одного летчика.

### Командование полка
- Мягкий Иван Фёдорович
- Иванушкин
- Туненко Борис Тихонович
- Шех Александр Григорьевич
- Лейченко Станислав Данилович
- Ячменев Анатолий Васильевич
- Антипов Юрий Дмитриевич
- Бондарь Александр Михайлович[1]

### История после 1993 года
После ухода военных аэродром сразу же привлек внимание правительства Ленинградской области. Был разработан проект, который предполагал конверсию военного аэродрома в гражданский грузовой аэропорт (ОАО «Аэропорт „Выборг“»).
Но проект провалился, и государственное предприятие было решено приватизировать. Большая часть имущества предприятия уже распродана, осталась только взлетно-посадочная полоса с демонтированными плитами и рулежные дорожки. С 31 июля 2002 г. решением Арбитражного суда Петербурга и Ленобласти предприятие признано банкротом, открыто конкурсное производство. Кроме того, приватизация была проведена с нарушениями действующего законодательства: взлетно-посадочная полоса и некоторое другое имущество были заявлены как земельный участок. На самом деле это сооружения, то есть имущество аэропорта. В настоящее время имеет состояние взлетного поля.

## Инциденты

### Захват самолёта
8 марта 1988 года семьёй Овечкиных был угнан самолёт Ту-154, следовавший по маршруту Иркутск — Курган — Ленинград. В самолёте находились 170 человек. Угрожая оружием и бомбой, с помощью которой они намеревались взорвать самолет, террористы потребовали у экипажа изменить курс и лететь в Лондон. Пилотам удалось убедить угонщиков, что для такого длительного перелета самолету необходима дозаправка. Воздушное судно посадили на военный аэродром «Вещево», разъяснив Овечкиным, что это уже Финляндия (на воротах одного из самолетных ангаров специально сделали надпись «AIR FORCE»). Но, увидев рядом с ВПП советских солдат, террористы поняли, что их обманули. В ярости они убили бортпроводницу Тамару Жаркую. В это время группа захвата (спецназ МВД) подъехала к самолету на бензозаправщике и, ворвавшись в салон через кабину пилотов и хвостовую часть, открыла огонь. Во время штурма братья, решив покончить с собой, взорвали бомбу. От взрыва погиб только один из братьев, остальных расстрелял старший брат, перед этим застреливший мать, которая и руководила угоном самолета, после чего застрелился сам. В живых остались только 28-летняя Ольга Овечкина и 17-летний Игорь Овечкин. При штурме погибли 3 заложника, 35 ранены. Самолет сгорел.